# John Frandsen (1918-1996)
 Der er flere personer med dette navn, se John Frandsen.
John Hakon Frandsen (10. juli 1918 i København – 18. juli 1996) var en dansk organist og dirigent.
Han var organist ved Københavns Domkirke (1938-1953). Det Kgl. Teaters opsætning af Benjamin Brittens opera Peter Grimes blev i 1947 Frandsens gennembrud som dirigent. Indtil sin afsked fra teatret i 1980 fortsatte han som dirigent i et operarepertoire, der strakte sig fra Mozart til Britten. Desuden var han ansat ved Operaakademiet.